# Kakuyomu
Kakuyomu es un sitio web de publicación de novelas ligeras creadas por usuarios proporcionado por Kadokawa. La compañía que está a cargo del sistema es Hatena Co., Ltd. (株式会社はてな, Kabushiki-gaisha hatena). 

## Descripción general
Al registrarse como autor, es posible publicar novelas ligeras de forma gratuita en el sitio web. Dado que el portal es operado directamente por Kadokawa, los autores pueden publicar también algunas creaciones derivadas de las obras principales publicadas por esta editorial. Además, el sitio cuenta con una serie oficial.
El sitio de novelas en línea "Fantasy Beyond", desarrollado por la editorial Fujimi Shobo, antes del establecimiento de Kakuyomu, finalizó en junio de 2016 y se integró en Kakuyomu. 
Con el propósito de descubrir nuevos talentos, el sitio web convoca el premio literario "Let's Become a Novelist".

## Historia

### 2015
- 7 de octubre: se abre el sitio de prueba.[3]
- 18 de noviembre: el sitio se nombra oficialmente "Kakuyomu".[4]
- 25 de diciembre: preapertura, comienza a recibir postulaciones.[2]

### 2016
- 29 de febrero: inauguración oficial.[5]
- 15 de marzo: lanzamiento de la aplicación.[6]
- 27 de abril: anuncio de la "Reunión de usuarios de Kakuyomu".[7]
- 20 de junio: se anuncia la radio web "Kakuyomu Broadcasting Station", 29ª primera emisión.[8] En ella aparecen los actores de voz Wataru Hatano y Rie Takahashi, y el editor en jefe de Kakuyomu de ese año: Takeshi Hagiwara, editor en jefe adjunto de la octava edición (Hazuki Kono, nombrado editor en jefe en febrero de 2017).
- 25 de noviembre: Kadokawa Bunko participa en Kakuyomu.[9]
- 29 de noviembre: se anuncia la renovación del sitio web para escritorio y la reorganización de sus etiquetas por género.[10]
- 1 de diciembre: reorganización de etiquetas por género.[11]
- 8 de diciembre: renovación de la versión del sitio web para escritorio.[12]

### 2017
- 9 de febrero: Kakutomu empieza a estar disponible en Google Analytics.[13]
- 17 de febrero: se agrega "Kemono Friends" a las obras con licencia.[14]
- 1 de marzo: aniversario de apertura y anuncio de proyecto conmemorativo.[15]
- 26 de mayo: se anuncia el concurso "Kakuyomu Koshien", solo para estudiantes de secundaria.[16]

### 2018
- 18 de enero: renovación de la página oficial.[17]
- 1-2 de marzo: segundo Aniversario de la inauguración.[18]
- 10 de marzo: se anuncia la participación de Kakuyomu en Dengeki Bunko en el "Día de Acción de Gracias Game Dengeki 2018".[19]
- 10 de abril: comienza a participar Dengeki Bunko.[20]
- 7 de noviembre: se anuncia la adaptación al anime de una obra publicada en Kakuyomu.[21]

### 2019
- 1 de abril: se anuncia el programa de lealtad Kakuyomu, que beneficiará a los nuevos contribuyentes.[22]
- 2 de octubre: "Shinchō Yūsha: Kono Yūsha ga Ore TUEEE Kuse ni Shinchō Sugiru" comienza a transmitirse como el primer anime de Kakuyomu.[23]
- 29 de octubre: comienza el programa de fidelización Kakuyomu.[24]

## Funciones principales
- Publicar y leer novelas.
- Presentar novelas en serie.
- Guardar novelas favoritas y actualizar su avance de lectura (requiere registro de usuario).
- Publicar comentarios, calificaciones y comentarios de apoyo.
- Aplicación oficial para smartphones.
- Aplicación de concurso a algunas etiquetas.

## Principales concursos celebrados
NOTA: se omitieron los mini-concursos y aquellos que no están alojados por Kakuyomu. 

### 2015
- Primer concurso de novelas web de Kakuyomu, del 25 de diciembre de 2015 al 28 de febrero de 2016.

### 2016
- Ensayo, historia real, concurso de trabajo práctico, del 1 de junio al 14 de julio.
- Concurso de novelas originales de Shonen Ace x Kakuyomu Manga, del 19 de julio al 31 de agosto.
- Grim Notes x Kakuyom Novel Contest for Game Scenario, del 24 de agosto al 2 de octubre.
- Bead Log Bunko x Kakuyom, concurso de romance y ficción, del 3 de octubre al 30 de noviembre.
- Concurso "La historia de tu ciudad", del 14 de octubre al 30 de noviembre.
- Segundo concurso de novelas web de Kakuyomu, del 22 de diciembre al 9 de febrero de 2017.

### 2017
- BOOK ☆ WALKER BW Indie Contest, del 16 de marzo al 8 de mayo.
- Concurso de novelas "Working Human" del 1 de abril al 31 de mayo.
- Concurso de novelas cortas Fujimi L Bunko x Kakuyom Tasty Story & Love Story, del 27 de abril al 30 de junio.
- Concurso de ficción corto "I and  You 15cm" de Famitsu Bunko x Kakuyomu del 31 de mayo al 10 de julio.
- Concurso de novelas para adultos, del 1 de junio al 16 de julio.
- La literatura es tu amiga. Kakuyomu Koshien, del 18 de julio al 10 de septiembre.
- Kakuyom Strange Story Collection: Una historia verdaderamente aterradora y un concurso de experiencias misteriosas, del 1 de agosto al 31 de agosto.
- Kadokawa BOOKS x Kakuyomu. Concurso corto "One-Day Fantasy", del 1 de septiembre al 1 de octubre.
- Segundo concurso de novela de entretenimiento para adultos, del 27 de octubre al 25 de diciembre.
- Concurso "My Ranobe" de Sneaker Bunko, del 2 de noviembre de 2017 al 4 de enero de 2018.
- Tercer concurso de novelas web de Kakuyomu, del 1 de diciembre de 2017 al 31 de enero de 2018.

### 2018
- Smart News: Concurso de novelas Kakuyomu, del 1 de febrero al 31 de marzo.
- Concurso de Novelas de Seguridad Cibernética, del 31 de marzo al 31 de agosto.
- Walker presenta el concurso Good Story, del 20 de abril al 30 de junio.
- El 18º Premio de Novelas de Kadokawa, del 2 de abril al 31 de marzo de 2019.
- Kakuyomu Koshien 2018, del 21 de julio al 10 de septiembre.
- Cuarto concurso de novelas web de Kakuyomu, del 1 de diciembre de 2018 al 31 de enero de 2019.

### 2019
- Quinto concurso de novelas web de Kakuyomu, del 29 de noviembre al 31 de enero de 2020. Durante el mismo período, también se llevó a cabo un concurso dedicado a historias cortas.